# Saxifraga juniperifolia
Saxifraga juniperifolia är en stenbräckeväxtart som beskrevs av Johannes Michael Friedrich Adam. Saxifraga juniperifolia ingår i Bräckesläktet som ingår i familjen stenbräckeväxter. Inga underarter finns listade i Catalogue of Life.

## Bildgalleri

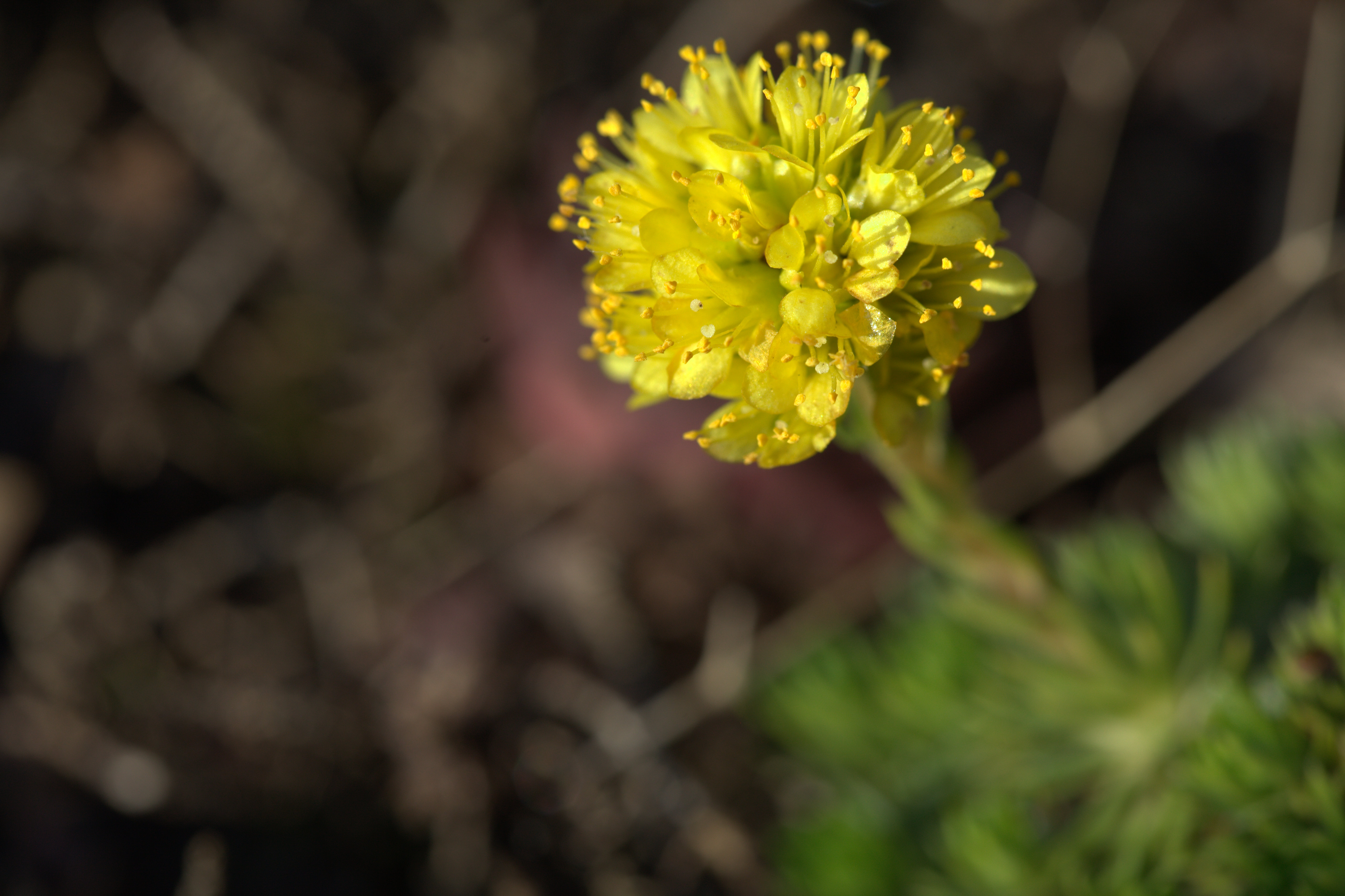
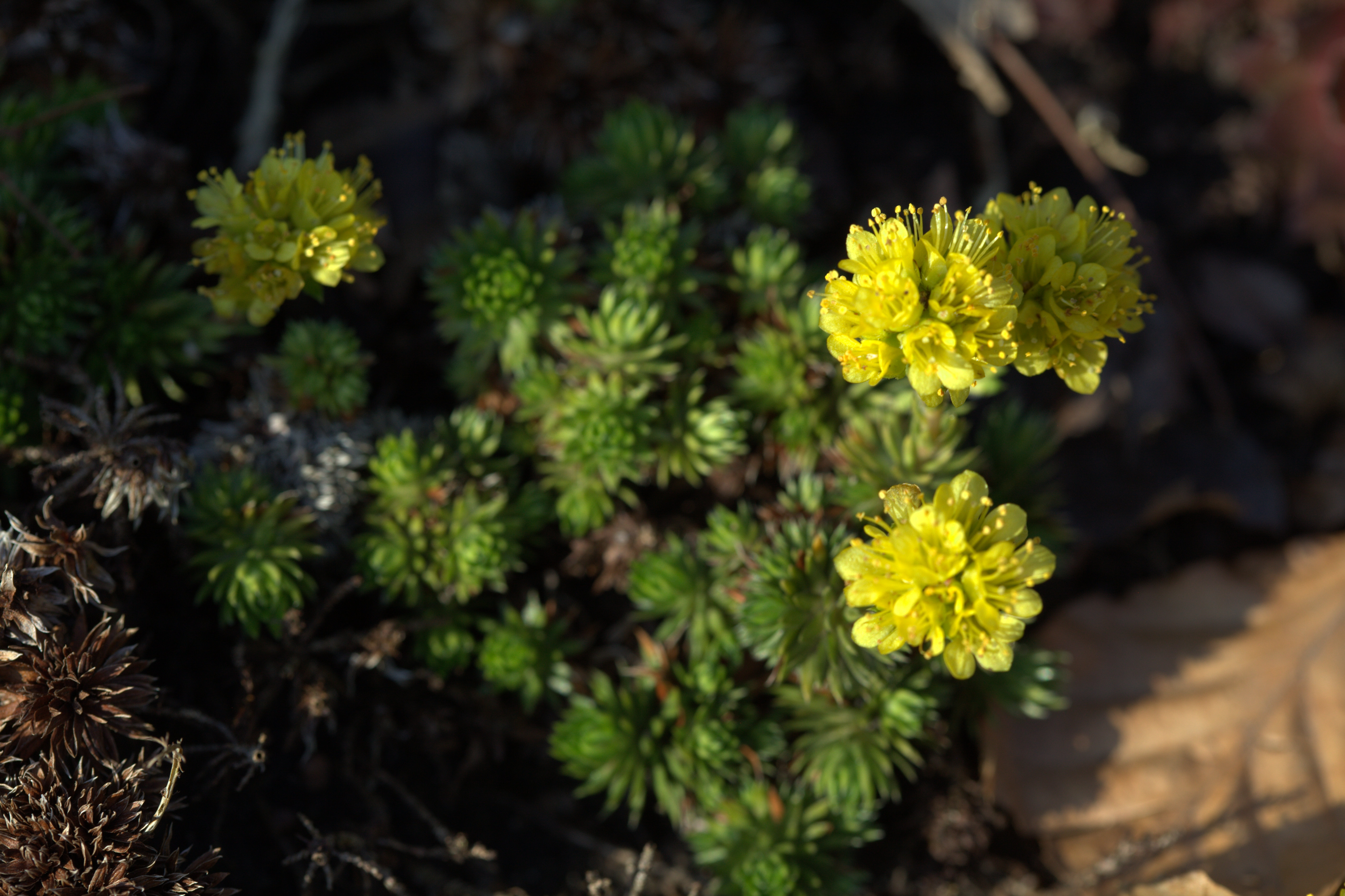
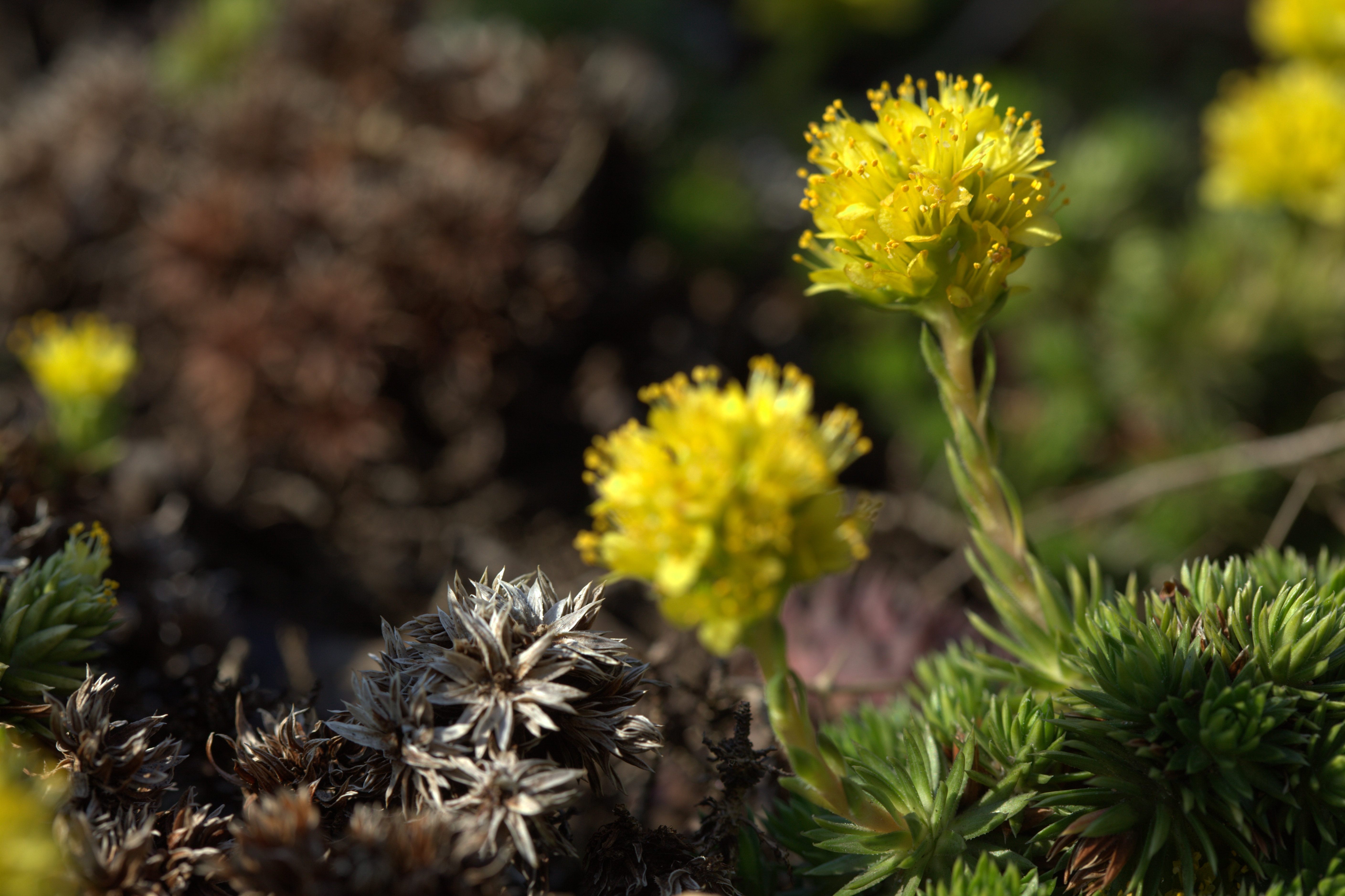
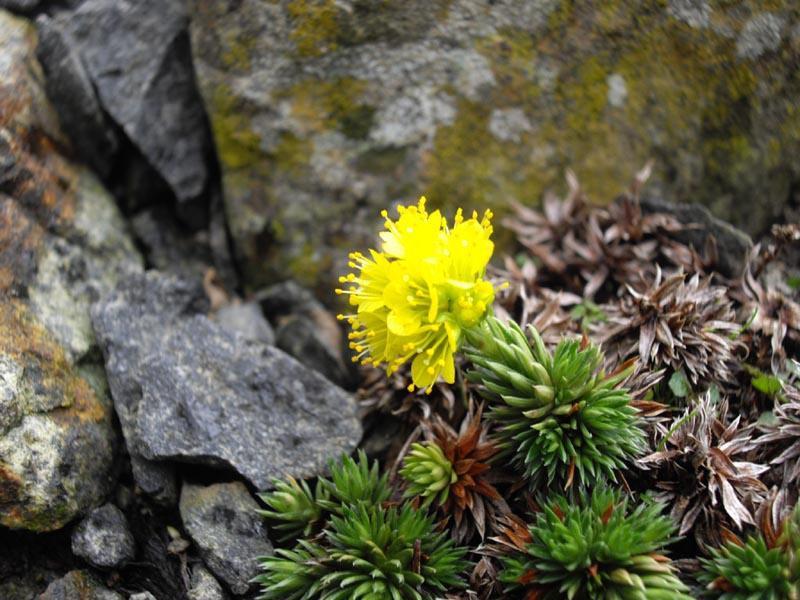
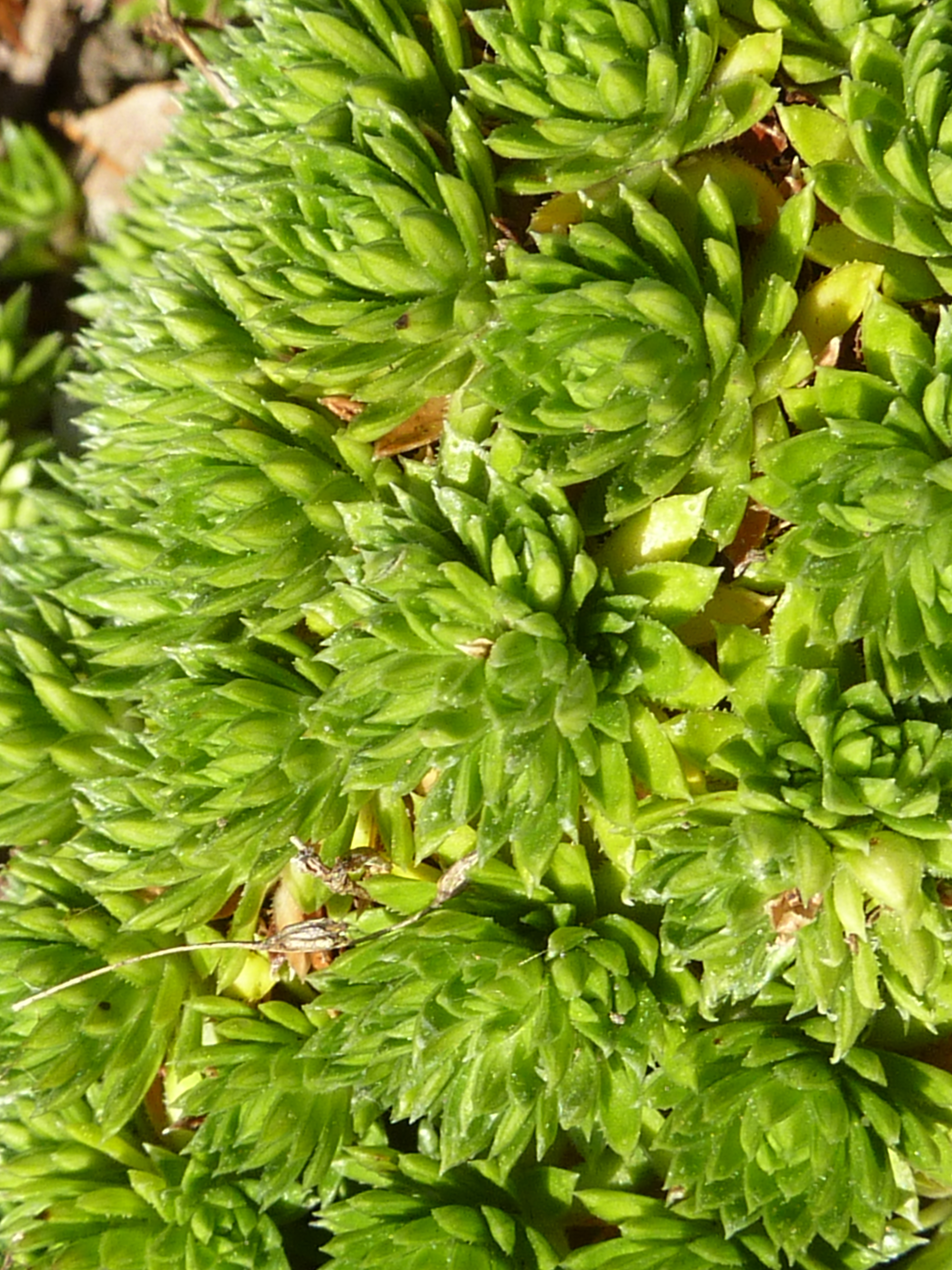
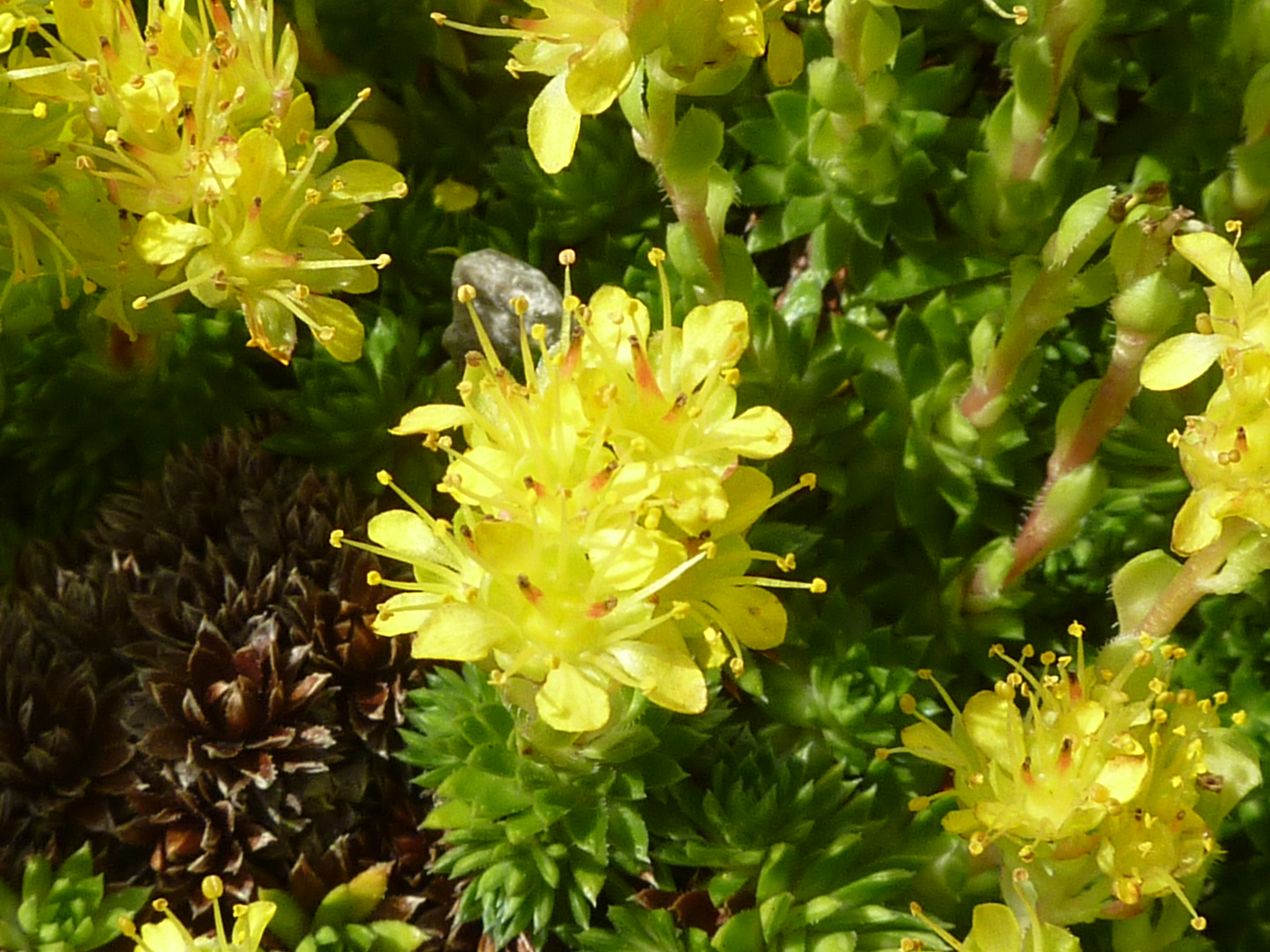